# Avettaea alcornii
Avettaea alcornii är en svampart som beskrevs av Sivan. & B. Sutton 1985. Avettaea alcornii ingår i släktet Avettaea, divisionen sporsäcksvampar och riket svampar.   Inga underarter finns listade i Catalogue of Life.